# Digital Playground
Digital Playground es uno de los mayores estudios pornográficos de Estados Unidos. Su sede central se encuentra en, Van Nuys (San Fernando Valley) en Los Ángeles, California.

## Historia
Digital Playground fue fundado por el director porno Joone en 1993. En un principio la compañía se dedicaba a crear juegos porno de ordenador en CD-ROM. Pasado algún tiempo, Digital Playground comenzó a crear DVD de sexo virtual con famosas estrellas del porno -películas pornográficas en las que el espectador puede participar activa y virtualmente en la película por medio de los controles del DVD que le permiten personalizar las escenas, como si fuese el protagonista y estuviese practicando sexo real con la estrella de la película-. El DVD Virtual Sex with Jenna Jameson (sexo virtual con Jenna Jameson) de Digital Playground es uno de los DVD pornográficos que más copias ha vendido en la historia del cine porno.
En la actualidad Digital Playground es una de las productoras porno más importantes de los Estados Unidos. Muchas de sus películas son protagonizadas por grandes estrellas de la industria del porno estadounidense. Cada mes lanza al mercado un gran número de estrenos de diversos géneros, desde gonzo hasta features pasando por géneros intermedios y sin olvidar sus famosas películas Virtual Sex de sexo virtual, pero siempre manteniéndose en un estilo no extremo en sus producciones gonzo y suave en sus producciones feature. En la actualidad también está creando un gran número de sagas de películas porno, siendo algunas de las más famosas Jack's Playground y Jack's Teen America.

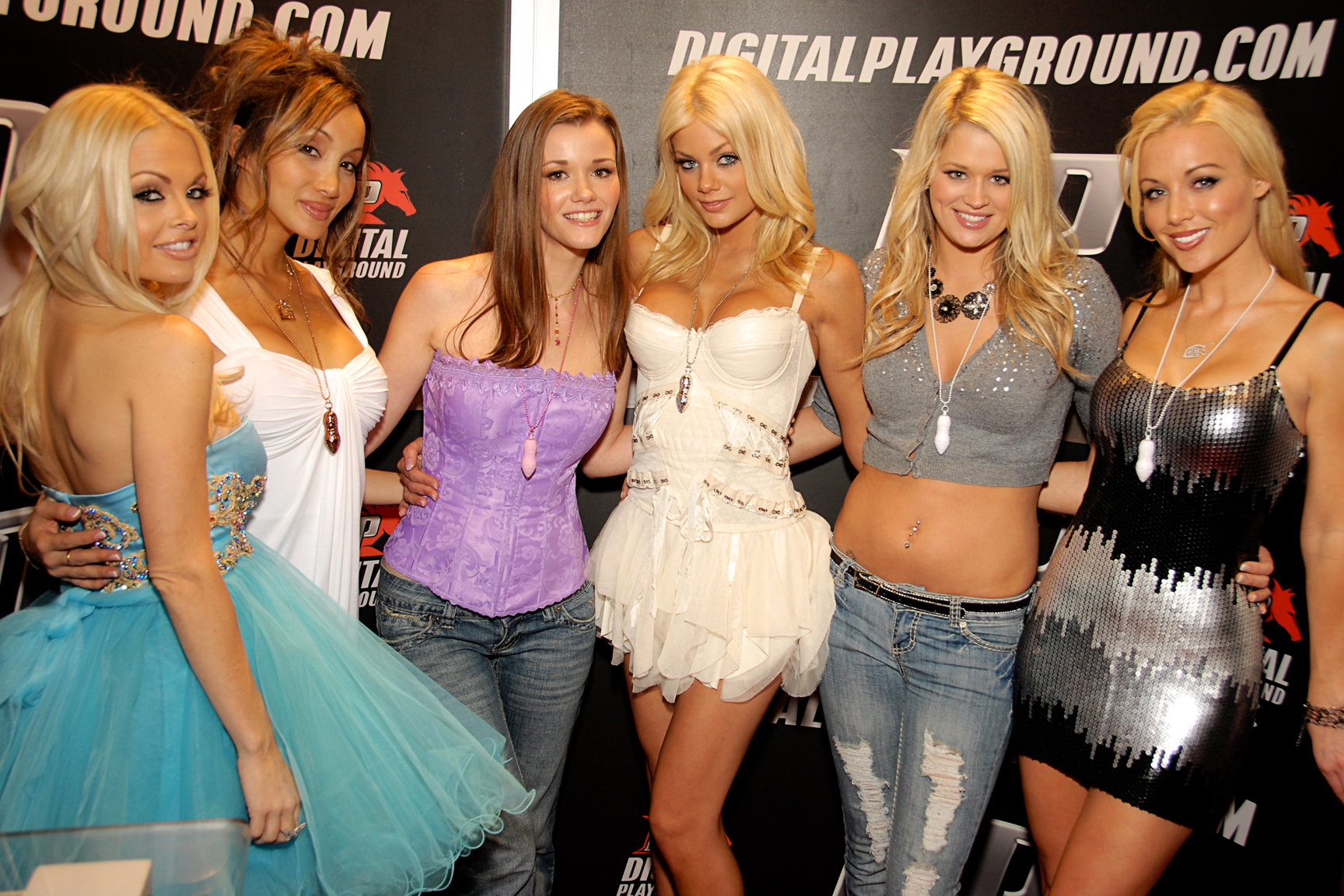
De izquierda a derecha: Jesse Jane, Katsuni, Raven Alexis, Riley Steele, Janie Summers y Kayden Kross en el stand de Digital Playground durante un acto promocional en 2010.

## Digital Playground Girls

### Actrices actualmente bajo contrato
- Jesse Jane (desde 2003)
- Riley Steele (desde 2008)
- Kayden Kross (desde 2010)
- Selena Rose (desde 2011)
- Stoya (desde 2007)

### Antiguas actrices bajo contrato
- Devon (en 2006)
- Tera Patrick (en 2005)
- Teagan Presley (en 2008)
- Jana Cova (en 2008)
- Janine Lindemulder (en 2005)
- Shay Jordan (en 2011)
- Sasha Grey (en 2009)
- Janie Summers(en 2010)
- Adrianna Lynn(en 2008)
- Angelina Armani (en 2010)
- Gabriella Fox (en 2010)
- Shawna Lenee (en 2010)
- Julia Ann (en 2005)
- Lacie Heart (en 2007)
- Sophia Santi (en 2007 y 2011 porque renovó el contrato)
- Rocki Roads (en 2007)
- Kagney Linn Karter (en 2009)
- Audrey Bitoni (en 2007)
- Bibi Jones (en 2011)
- Eva Lovia (en 2015)
- Aria Alexander (en 2016)